# Dean Koontz
Dean Ray Koontz (* 9. července 1945 v Pensylvánii) je americký spisovatel, který je znám především jako autor thrillerů. V některých svých knihách používá také prvky sci-fi a hororu.

## Život
Dean Koontz se narodil 9. července 1945 jako syn Raye a Florence Koontzových. Vyrůstal, stejně jako jeho matka, v chudých poměrech. Jeho otec, který byl alkoholik, ho často týral. Když mu bylo osm, napsal své první povídky. Aby si zvýšil kapesné, prodával je příbuzným a sousedům. V základní škole byl velmi líný a dělal jen to, co musel. Byl považován za třídního klauna.
Ve 20 letech získal svou první literární cenu. V témže roce (1965) prodal poprvé povídku profesionálnímu nakladatelství. Jmenovala se Koťátko a zůstala jedinou, kterou za dobu svých vysokoškolských studií na Shippensburg University of Pennsylvania uplatnil. Už roku 1966, ještě během studia, si vzal svou nynější ženu Gerdu.
Po zakončení studia v roce 1967 začal prodávat povídky pravidelně, velké zisky mu to však nepřineslo a stále se nemohl vymanit z chudých poměrů. Psaní ho však bavilo a stalo se nezbytnou součástí jeho života. Rok učil na střední škole v Mechanicsburgu v Pensylvánii. Koontz se prosadil teprve v roce 1981, když se jeho román Night Whispers (Šepot v noci) dostal na seznam bestsellerů novin New York Times.
Koontz je workoholik. Pracuje až 14 hodin denně. Jeho knihovna obsahuje 30 000 svazků, z nichž čerpá inspiraci. Dvacet jeho románů bylo zfilmováno.
Na počátku roku 2020, kdy svět postihla pandemie covidu-19, se spisovatel dostal do povědomí veřejnosti. Ve své novele, vydané roku 1981, 'The Eyes of Darkness' (Oči temnoty), totiž líčí o smrtící nákaze Wu-chan-400, která se začne šířit světem ve fiktivním budoucím roce 2020. Nemoc, jakožto biologická zbraň, vytvořená v laboratoři měla 100% smrtelnost a obětem způsobovala zápal plic. Koontzova "proroctví" si prvně všiml britský deník The Guardian a později bylo na sociálních sítí sdíleno nespočet uživatelů.

## Dílo (výběr)
- Rychlost (z angl. originálu Velocity, 2005)
- Neobyčejné dědictví (z angl. originálu Expectancy, 2004)
- Podivný Thomas (z angl. originálu Odd Thomas, 2003)
- Tvář (z angl. originálu The Face, 2003)
- Koutkem oka (z angl. originálu From the Corner of His Eye, 2000)
- Falešná vzpomínka (z angl. originálu False Memory, 1999)
- Čtvrtý rozměr noci (z angl. originálu Seize the Night, 1998)
- Ničeho se neboj (z angl. originálu Fear Nothing, 1998)
- Přežít (z angl. originálu Sole Survivor, 1997) český překlad: Magdaléna Platzová, Praha : Knižní klub : Ikar, 2001, ISBN 80-242-0473-8
- Podivné cesty (z angl. originálu Strange Highways, 1995)
- Půlnoc (z angl. originálu The Face of Fear, 1993)
- Skrýš (z angl. originálu Hideaway, 1992)
- Chladný Plamen (z angl. originálu Cold Fire, 1991)